# راكدة جونية
راكدة جونية (الاسم العلمي: Acinetobacter junii) هي نوع من البكتيريا يتبع جنس الراكدة من الفصيلة الموراكسيلية.